# Sierra de Arrigorrieta y Peña Ezkaurre
Sierra de Arrigorrieta y Peña Ezkaurre este o arie protejată (arie specială de conservare — SAC, sit de importanță comunitară — SCI) din Spania întinsă pe o suprafață de 6.377,99 ha, integral pe uscat.

## Localizare
Centrul sitului Sierra de Arrigorrieta y Peña Ezkaurre este situat la coordonatele 42°49′50″N 0°53′10″W / 42.8305°N 0.886°V.

## Înființare
Situl Sierra de Arrigorrieta y Peña Ezkaurre a fost declarat sit de importanță comunitară în martie 1999 pentru a proteja 2 specii de plante și 30 de specii de animale. Situl a fost protejat și ca arie specială de conservare în decembrie 2011.

## Biodiversitate
Situată în ecoregiunile alpină și mediteraneană, aria protejată conține 16 habitate naturale: Păduri montane și subalpine de Pinus uncinata (* dezvoltate pe substrat gipsos sau calcaros), Lande oro-mediteraneene cu formațiuni endemice de grozamă, Pajiști alpine și boreale, Pajiști uscate seminaturale și facies de acoperire cu tufișuri pe substraturi calcaroase (Festuco-Brometalia) (* situri importante pentru orhidee), Păduri iberice de Quercus faginea și Quercus canariensis, Păduri de fag din Europa Centrală dezvoltate pe sol calcaros cu Cephalanthero-Fagion, Grohotișuri termofile și vest-mediteraneene, Păduri de Quercus ilex și Quercus rotundifolia, Formațiuni ierboase bogate în specii de Nardus, dezvoltate pe substraturi silicioase în zone montane (și în zone submontane, în Europa continentală), Peșteri inaccesibile publicului, Pante stâncoase calcaroase cu vegetație casmofită, Pajiști cu Molinia pe soluri calcaroase, turboase sau argilos-nămoloase (Molinion caeruleae), Păduri pe pante, grohotișuri și ravene de Tilio-Acerion, Râuri de munte și vegetația lor lemnoasă cu Salix elaeagnos, Formațiuni stabile xerotermofile de Buxus sempervirens pe pante stâncoase (Berberidion p.p.), Pajiști alpine și subalpine calcaroase.
La baza desemnării sitului se află mai multe specii protejate:
- plante (2): Buxbaumia viridis, Narcissus asturiensis
- păsări (21): pescăruș albastru (Alcedo atthis), acvilă de munte (Aquila chrysaetos), buha (Bubo bubo), caprimulg (Caprimulgus europaeus), șerpar (Circaetus gallicus), erete vânăt (Circus cyaneus), ciocănitoare cu spate alb (Dendrocopos leucotos), ciocănitoare neagră (Dryocopus martius), șoim călător (Falco peregrinus), zăgan (Gypaetus barbatus), vulturul pleșuv sur (Gyps fulvus), Lagopus muta pyrenaica, sfrâncioc roșiatic (Lanius collurio), ciocârlie de pădure (Lullula arborea), gaia neagră (Milvus migrans), gaia roșie (Milvus milvus), vultur egiptean (Neophron percnopterus), Perdix perdix hispaniensis, viespar (Pernis apivorus), Pyrrhocorax pyrrhocorax, Tetrao urogallus aquitanicus
- mamifere (4): Galemys pyrenaicus, vidră de râu (Lutra lutra), liliacul mic cu potcoavă (Rhinolophus hipposideros), urs brun (Ursus arctos)
- nevertebrate (5): fluturele auriu (Euphydryas aurinia), Euplagia quadripunctaria, Graellsia isabellae, rădașcă (Lucanus cervus), Rosalia alpina

Pe lângă speciile protejate, pe teritoriul sitului au mai fost identificate 5 specii de plante, 2 specii de amfibieni, 1 specie de mamifere, 2 specii de nevertebrate.